# Christian Nørgaard
Christian Thers Nørgaard (Kopenhagen, 10 maart 1994) is een Deens voetballer die doorgaans speelt als middenvelder. In juli 2025 verruilde hij Brentford voor Arsenal. Nørgaard maakte in 2020 zijn debuut in het Deens voetbalelftal.

## Clubcarrière
Nørgaard speelde in de jeugdopleiding van Lyngby BK en maakte bij die club ook zijn debuut. Na één wedstrijd werd de Deen overgenomen door Hamburger SV voor vierhonderdduizend euro. In Duitsland kwam de middenvelder nooit aan spelen toe in het eerste elftal en hij moest het doen met optredens bij de beloften in de Regionalliga Nord. Anderhalf jaar na zijn vertrek keerde Nørgaard terug naar Denemarken, waar hij voor Brøndby IF ging spelen. Bij Brøndby wist hij al snel een vaste waarde te worden op het middenveld en in het seizoen 2017/18 won de club het nationale bekertoernooi. Hierop verliet Nørgaard de club.
Fiorentina betaalde Brøndby drieënhalf miljoen euro voor zijn diensten. In Italië zette hij zijn handtekening onder een verbintenis voor de duur van vier seizoenen. Het seizoen 2018/19 leverde zes competitieoptredens op voor de Deen, waarna hij voor hetzelfde bedrag als waarvoor hij gekocht was van de hand gedaan werd. Brentford werd zijn nieuwe werkgever en hij tekende in Engeland voor vier jaar. In september 2020 verlengde hij zijn contract tot medio 2024, met een optie op een jaar extra.
Anderhalve maand later raakte Nørgaard geblesseerd aan zijn enkel, waardoor hij volgens de eerste verwachting zo'n acht weken langs de kant moest toekijken. Uiteindelijk was hij pas eind februari 2021 hersteld van zijn kwetsuur. In januari 2022 verlengde de Deen zijn contract bij Brentford met een jaar tot medio 2025, met opnieuw een optie op een jaar extra. Dit contract werd in maart 2025 opengebroken en verlengd tot medio 2027. Nørgaard verruilde Brentford in juli 2025 niettemin voor Arsenal. Voor de transfer betaalde Arsenal circa 11,6 miljoen euro en Nørgaard tekende voor twee jaar met een optie op een seizoen extra.

## Clubstatistieken
| Seizoen | Club            | Competitie        | Competitie | Competitie | Beker | Beker | Internationaal | Internationaal | Totaal | Totaal |
| Seizoen | Club            | Competitie        | Wed.       | Dlp.       | Wed.  | Dlp.  | Wed.           | Dlp.           | Wed.   | Dlp.   |
| ------- | --------------- | ----------------- | ---------- | ---------- | ----- | ----- | -------------- | -------------- | ------ | ------ |
| 2011/12 | Lyngby BK       | Superligaen       | 1          | 0          | 0     | 0     | —              | —              | 1      | 0      |
| 2011/12 | Hamburger SV II | Regionalliga Nord | 6          | 1          | —     | —     | —              | —              | 6      | 1      |
| 2012/13 | Hamburger SV II | Regionalliga Nord | 16         | 1          | —     | —     | —              | —              | 16     | 1      |
| 2013/14 | Brøndby IF      | Superligaen       | 13         | 0          | 0     | 0     | —              | —              | 13     | 0      |
| 2014/15 | Brøndby IF      | Superligaen       | 21         | 3          | 2     | 1     | —              | —              | 23     | 4      |
| 2015/16 | Brøndby IF      | Superligaen       | 16         | 0          | 3     | 0     | 4              | 0              | 23     | 0      |
| 2016/17 | Brøndby IF      | Superligaen       | 31         | 4          | 4     | 1     | 8              | 0              | 43     | 5      |
| 2017/18 | Brøndby IF      | Superligaen       | 34         | 1          | 4     | 1     | 3              | 0              | 41     | 2      |
| 2018/19 | Brøndby IF      | Superligaen       | 1          | 0          | 0     | 0     | —              | —              | 1      | 0      |
| 2018/19 | Fiorentina      | Serie A           | 6          | 0          | 0     | 0     | —              | —              | 6      | 0      |
| 2019/20 | Brentford       | Championship      | 45         | 0          | 0     | 0     | —              | —              | 45     | 0      |
| 2020/21 | Brentford       | Championship      | 18         | 0          | 4     | 1     | —              | —              | 22     | 1      |
| 2021/22 | Brentford       | Premier League    | 35         | 3          | 3     | 0     | —              | —              | 38     | 3      |
| 2022/23 | Brentford       | Premier League    | 22         | 1          | 1     | 0     | —              | —              | 23     | 1      |
| 2023/24 | Brentford       | Premier League    | 31         | 2          | 2     | 0     | —              | —              | 33     | 2      |
| 2024/25 | Brentford       | Premier League    | 34         | 5          | 1     | 1     | —              | —              | 35     | 6      |
| 2025/26 | Arsenal         | Premier League    | 0          | 0          | 0     | 0     | 0              | 0              | 0      | 0      |
| Totaal  | Totaal          | Totaal            | 330        | 21         | 24    | 5     | 16             | 0              | 370    | 26     |

Bijgewerkt op 11 juli 2025.

## Interlandcarrière
Nørgaard maakte zijn debuut in het Deens voetbalelftal op 8 september 2020, toen in Parken een wedstrijd voor de UEFA Nations League gespeeld werd tegen Engeland. De wedstrijd eindigde in 0–0. Nørgaard mocht van bondscoach Kasper Hjulmand in de basis beginnen en hij werd zeventien minuten voor tijd naar de kant gehaald ten faveure van Pierre-Emile Højbjerg.
Nørgaard werd in mei 2021 door Hjulmand opgeroepen voor de Deense selectie op het uitgestelde EK 2020. Tijdens het toernooi werd Denemarken uitgeschakeld in de halve finales door Engeland (2–1). Daarvoor werd in de groepsfase verloren van Finland (0–1) en België (1–2) en gewonnen van Rusland (1–4). Daarna werd in de achtste finales gewonnen van Wales (0–4) en in de kwartfinales van Tsjechië (1–2). Nørgaard speelde alleen tegen Finland niet mee. Zijn toenmalige teamgenoten Mathias Jensen (eveneens Denemarken), Marcus Forss (Finland) en Pontus Jansson (Zweden) waren ook actief op het EK.
Zijn eerste treffer in de nationale ploeg maakte hij op 9 oktober 2021, tijdens een kwalificatiewedstrijd voor het WK 2022 tegen Moldavië. Na doelpunten van Andreas Skov Olsen en Simon Kjær maakte Nørgaard de derde voor Denemarken. Door een doelpunt van Joakim Mæhle werd het uiteindelijk 0–4.
In november werd Nørgaard door Hjulmand opgenomen in de selectie van Denemarken voor het WK 2022. Tijdens dit WK werd Denemarken uitgeschakeld in de groepsfase na een gelijkspel tegen Tunesië en nederlagen tegen Frankrijk en Australië. Nørgaard kwam in alleen tegen Frankrijk in actie. Zijn toenmalige clubgenoten Saman Ghoddos (Iran), Mathias Jensen, Mikkel Damsgaard (beiden eveneens Denemarken), David Raya (Spanje) en Bryan Mbeumo (Kameroen) waren ook actief op het toernooi.
Hjulmand nam Nørgaard in mei 2024 op in de selectie van Denemarken voor het EK 2024 in Duitsland. Denemarken overleefde de groepsfase na gelijke spelen tegen Slovenië, Engeland (tweemaal 1–1) en Servië (0–0), waarna Duitsland in de achtste finale met 2–0 te sterk was. Nørgaard speelde in drie wedstrijden mee. Zijn toenmalige clubgenoten Thomas Strakosha (Albanië), Mathias Jensen, Mathias Jørgensen, Mikkel Damsgaard (allen eveneens Denemarken), Ivan Toney (Engeland) en Mark Flekken (Nederland) waren ook actief op het EK.
| Interlands van Christian Nørgaard voor Denemarken | Interlands van Christian Nørgaard voor Denemarken | Interlands van Christian Nørgaard voor Denemarken | Interlands van Christian Nørgaard voor Denemarken | Interlands van Christian Nørgaard voor Denemarken | Interlands van Christian Nørgaard voor Denemarken | Interlands van Christian Nørgaard voor Denemarken |
| №                                                 | Datum                                             | Wedstrijd                                         | Uitslag                                           | Competitie                                        | Goals                                             |                                                   |
| Als speler bij Brentford                          | Als speler bij Brentford                          | Als speler bij Brentford                          | Als speler bij Brentford                          | Als speler bij Brentford                          | Als speler bij Brentford                          | Als speler bij Brentford                          |
| ------------------------------------------------- | ------------------------------------------------- | ------------------------------------------------- | ------------------------------------------------- | ------------------------------------------------- | ------------------------------------------------- | ------------------------------------------------- |
| 1                                                 | 8 september 2020                                  | Denemarken – Engeland                             | 0 – 0                                             | Nations League 2020/21                            |                                                   |                                                   |
| 2                                                 | 25 maart 2021                                     | Israël – Denemarken                               | 0 – 2                                             | WK 2022 kwalificatie                              |                                                   |                                                   |
| 3                                                 | 28 maart 2021                                     | Denemarken – Moldavië                             | 8 – 0                                             | WK 2022 kwalificatie                              |                                                   |                                                   |
| 4                                                 | 31 maart 2021                                     | Oostenrijk – Denemarken                           | 0 – 4                                             | WK 2022 kwalificatie                              |                                                   |                                                   |
| 5                                                 | 17 juni 2021                                      | Denemarken – België                               | 1 – 2                                             | EK 2020                                           |                                                   |                                                   |
| 6                                                 | 21 juni 2021                                      | Rusland – Denemarken                              | 1 – 4                                             | EK 2020                                           |                                                   |                                                   |
| 7                                                 | 26 juni 2021                                      | Wales – Denemarken                                | 0 – 4                                             | EK 2020                                           |                                                   |                                                   |
| 8                                                 | 3 juli 2021                                       | Tsjechië – Denemarken                             | 1 – 2                                             | EK 2020                                           |                                                   |                                                   |
| 9                                                 | 7 juli 2021                                       | Engeland – Denemarken                             | 2 – 1                                             | EK 2020                                           |                                                   |                                                   |
| 10                                                | 1 september 2021                                  | Denemarken – Schotland                            | 2 – 0                                             | WK 2022 kwalificatie                              |                                                   |                                                   |
| 11                                                | 4 september 2021                                  | Faeröer – Denemarken                              | 0 – 1                                             | WK 2022 kwalificatie                              |                                                   |                                                   |
| 12                                                | 7 september 2021                                  | Denemarken – Israël                               | 5 – 0                                             | WK 2022 kwalificatie                              |                                                   |                                                   |
| 13                                                | 9 oktober 2021                                    | Moldavië – Denemarken                             | 0 – 4                                             | WK 2022 kwalificatie                              | 39'                                               |                                                   |
| 14                                                | 12 oktober 2021                                   | Denemarken – Oostenrijk                           | 1 – 0                                             | WK 2022 kwalificatie                              |                                                   |                                                   |
| 15                                                | 12 november 2021                                  | Denemarken – Faeröer                              | 3 – 1                                             | WK 2022 kwalificatie                              |                                                   |                                                   |
| 16                                                | 26 maart 2022                                     | Nederland – Denemarken                            | 4 – 2                                             | Vriendschappelijk                                 |                                                   |                                                   |
| 17                                                | 29 maart 2022                                     | Denemarken – Servië                               | 3 – 0                                             | Vriendschappelijk                                 |                                                   |                                                   |
| 18                                                | 26 november 2022                                  | Frankrijk – Denemarken                            | 2 – 1                                             | WK 2022                                           |                                                   |                                                   |
| 19                                                | 23 maart 2023                                     | Denemarken – Finland                              | 3 – 1                                             | EK 2024 kwalificatie                              |                                                   |                                                   |
| 20                                                | 26 maart 2023                                     | Kazachstan – Denemarken                           | 3 – 2                                             | EK 2024 kwalificatie                              |                                                   |                                                   |
| 21                                                | 10 september 2023                                 | Finland – Denemarken                              | 0 – 1                                             | EK 2024 kwalificatie                              |                                                   |                                                   |
| 22                                                | 14 oktober 2023                                   | Denemarken – Kazachstan                           | 3 – 1                                             | EK 2024 kwalificatie                              |                                                   |                                                   |
| 23                                                | 17 oktober 2023                                   | San Marino – Denemarken                           | 1 – 2                                             | EK 2024 kwalificatie                              |                                                   |                                                   |
| 24                                                | 17 november 2023                                  | Denemarken – Slovenië                             | 2 – 1                                             | EK 2024 kwalificatie                              |                                                   |                                                   |
| 25                                                | 5 juni 2024                                       | Denemarken – Zweden                               | 2 – 1                                             | Vriendschappelijk                                 |                                                   |                                                   |
| 26                                                | 16 juni 2024                                      | Slovenië – Denemarken                             | 1 – 1                                             | EK 2024                                           |                                                   |                                                   |
| 27                                                | 20 juni 2024                                      | Denemarken – Engeland                             | 1 – 1                                             | EK 2024                                           |                                                   |                                                   |
| 28                                                | 29 juni 2024                                      | Duitsland – Denemarken                            | 2 – 0                                             | EK 2024                                           |                                                   |                                                   |
| 29                                                | 5 september 2024                                  | Denemarken – Zwitserland                          | 2 – 0                                             | Nations League 2024/25                            |                                                   |                                                   |
| 30                                                | 8 september 2024                                  | Denemarken – Servië                               | 2 – 0                                             | Nations League 2024/25                            |                                                   |                                                   |
| 31                                                | 15 november 2024                                  | Denemarken – Spanje                               | 1 – 2                                             | Nations League 2024/25                            |                                                   |                                                   |
| 32                                                | 18 november 2024                                  | Servië – Denemarken                               | 0 – 0                                             | Nations League 2024/25                            |                                                   |                                                   |
| 33                                                | 20 maart 2025                                     | Denemarken – Portugal                             | 1 – 0                                             | Nations League 2024/25                            |                                                   |                                                   |
| 34                                                | 23 maart 2025                                     | Portugal – Denemarken                             | 5 – 2 n.v.                                        | Nations League 2024/25                            |                                                   |                                                   |
| 35                                                | 7 juni 2025                                       | Denemarken – Noord-Ierland                        | 2 – 1                                             | Vriendschappelijk                                 |                                                   |                                                   |

Bijgewerkt op 11 juli 2025.

## Erelijst
| DBU Pokalen | 1 | 2017/18 |